# Matangi
Matangi — четвёртый студийный альбом британской певицы тамильского происхождения M.I.A., выпущенный 4 ноября 2013 года на её собственном лейбле N.E.E.T. Recordings. Созданием песен и продюсированием альбома преимущественно занималась сама певица в долгом сотрудничестве с Switch, а также с Hit-Boy, Doc McKinney, Danja, Surkin и The Partysquad.
Название альбома вариант настоящего имени и отсылка к имени богини из индийской мифологии Матанги. Тексты песен связаны с темой индуизма, в частности с понятиями о реинкарнации и кармы. Музыка сочетает в себе западные и восточные стили. Альбом записывался в разных точках мира и якобы создан под влиянием основателя организации WikiLeaks, Джулиана Ассанжа.
Первый сингл «Bad Girls» был выпущен двумя годами ранее релиза альбома и стал одним из самых успешных синглов певицы. Остальные песни также выпускались как синглы в преддверии выпуска альбома. Мнения критиков об альбоме в целом были благоприятными, несмотря на то, что в первую неделю продажи были значительно ниже, чем у предыдущего альбома, позиции в чартах также во всех странах были значительно ниже. Тем не менее, Matangi возглавил чарт Dance/Electronic Albums в США.

## История создания и запись
M.I.A. выпустила свой третий альбом Maya в 2010 году, он получил смешанные отзывы от критиков и получил невысокие продажи по сравнению с альбомом Kala. После этого в жизни певицы начался период, когда она изо всех сил пыталась найти мотивацию для создания музыки. Наконец она нашла вдохновение в образе богини из мифов Древней Индии Матанги, имя которой является её настоящим. После этого M.I.A. начинает путешествовать по Индии, где окончательно дорабатывает идею и концепцию альбома. Также она принимает решение не включать в тексты песен политические темы, как делала это ранее.
Matangi записывался в различных местах по всему миру, в частности в Лондоне, Нью-Йорке и Лос-Анджелесе. Композиция «aTENTion» была записана на острове Бекия, архипелага Гренадины. M.I.A. утверждала, что в процесс записи альбома был вовлечён основатель организации WikiLeaks, Джулиан Ассанж, который якобы «приходил в студию, брал компьютер, перелопачивал весь Интернет и вводил в поиск практически каждое слово из песни, чтобы посмотреть какие смыслы они приобретают в языке». Певица дружит с Ассанжем уже несколько лет, он сказал об этом по телемосту Skype на одном из её концертов перед выпуском альбома. Альбом является первой работой M.I.A. без сотрудничества с продюсером Diplo, с которым у певицы появились разногласия.

## Музыка и лирика
В интервью BBC News M.I.A. сказала, что «люди ждали спокойную музыку [в альбоме], но на деле там нет релаксирующих звуков». Марк Саваж охарактеризовал звучание альбома как «хаотичное, цифровой-разрушающийся хип-хоп и бхангру; сплетённый панк и поп, а также специфический рэп и колкую игру слов». Общее звучание альбома смешивает восточные и западные стили, сингл «Bad Girls» стал известен благодаря комбинации влияния музыки Ближнего Востока и поп-хора. Дэвид Марчезе из Spin описал композицию, которая появилась в 2010 году на микстейпе Vicki Leekx в другом варианте, как песню «со смутно зловещим скользящим ритмом». В «Bring the Noize» использована ударная партия из «Marble Anthem» группы Marble Players, работавшая с Surkin, спродюсировавшего большую часть треков Matangi, хотя семпл не указан в описании альбома. В композиции «aTENTion» также использован семпл из песни «Never Scared» рэпера Bone Crusher при участии T.I. и Killer Mike.
Песня «Y.A.L.A.», название которой является акронимом фразы 'You Always Live Again' (рус. Ты всегда будешь жить вечно), воспринималось как ответ на лозунг YOLO 'You only live once' (рус. Ты живёшь только один раз), популяризированный рэпером Дрейком, ссылающимся на главную композицию альбома. «Y.A.L.A.» является отсылкой к теме реинкарнации, одной из основных тем в альбоме, связанных с индуизмом, включая понятия кармы и частичного использования мантры. «Boom Skit» своей лирикой отсылает к появлению певицы на Super Bowl, где она показала средний палец в камеры во время выступления с Мадонной. Короткий трек «Double Bubble Trouble» контактирует с лирикой песни «Trouble», хита 90-х годов женского дуэта Shampoo.

## Проблемы с выпуском и оформление альбома
Информация об альбоме Matangi появилась, когда в ноябре 2011 года M.I.A. выложила фотографию из студии в социальную сеть TwitPic. Её поклонники предложили две идеи для названия альбома — A.I.M. или Matangi, второе является отсылкой к её настоящему имени, Матханги Арулпрагасам, которое в результате она выбрала для названия. В августе 2012 года M.I.A. разместила в Интернете изображение со списком композиций, некоторые из которых были скрыты. Список композиций включал разные названия, в том числе «Tentple», «Rain» и «Balcony in B», которые не вошли в окончательный состав альбома или появились под другими названиями. Выпуск альбома был запланирован на декабрь 2012 года, но в конечном итоге был отложен на неопределённый срок лейблом, который назвал запись «слишком позитивной». Через месяц певица заявила, что планирует выпустить альбом в апреле 2013 года, под Тамильский Новый год, но этого не произошло. В августе 2013 года M.I.A. пригрозила лейблу Interscope Records, если они не назначат дату релиза, то она сама «сольёт» альбом в Сеть. Только после этого лейбл указал 5 ноября 2013 года как дату окончательного выпуска альбома.
Обложку альбома впервые представили в сентябре 2013 года, на которой изображено лицо певицы в красно-зелёных тонах. Том Брейхан из Stereogum охарактеризовал изображение как «уродливую компьютерную графику» в сравнении с предыдущими работами певицы. Художественные работы M.I.A. уже давно известны своей яркостью. После выпуска альбома Kala в 2007 году, The Village Voice писали: «Может когда-нибудь она [M.I.A.] создаст обложку, на которую не будет больно смотреть».

## Отзывы критиков
| Совокупная оценка | Совокупная оценка |
| Источник          | Оценка            |
| ----------------- | ----------------- |
| Metacritic        | 78/100            |
| Оценки критиков   |                   |
| Источник          | Оценка            |
| AllMusic          | [ 21 ]            |
| The A.V. Club     | C                 |
| Clash             | 8/10              |
| The Guardian      | [ 33 ]            |
| The Independent   | [ 34 ]            |
| NME               | 8/10              |
| Pitchfork Media   | 6.5/10            |
| Rolling Stone     | [ 37 ]            |
| Slant Magazine    | [ 38 ]            |
| Spin              | 8/10              |

Музыкальный журнал Trill писал, что «музыка на Matangi сродни шизоидному урагану в подсознании, из которого иногда вылетают законченные и жизнеспособные мысли, но внутри которого во много раз больше мыслей недооформленных и диких. Кому-то интересней будет подвергнуть анализу именно эту бурную творческую стихию, нежели её адаптированный результат».
Rolling Stone поставил альбому три c половиной звезды из пяти указав, что пластинка "начинается вообще с краткого выхода почти в традиции Yeah Yeah Yeahs («Karmageddon»), а в дальнейшем будут и сахарный R&B-поп на десерт («Exodus» и «Sexodus» с участием Викенда), и хиты в традиции «Paper Planes» — «Come Walk With Me» и «Bad Girls»

### Признание
NME назвали альбом двенадцатым в списке лучших альбомов 2013 года по опросу читателей. Несмотря на смешанные отзывы, Pitchfork Media поставил альбом на 46-е место в списке 50 лучших альбомов 2013 года. TIME поставил альбом на 10-е место в своём ежегодном списке.

## Коммерческий успех
Matangi дебютировал в UK Albums Chart на шестьдесят четвёртой позиции, что значительно ниже, чем предыдущий альбом Maya (2010), который появился там же под 21-й позицией. На следующей неделе он вообще вышел из топ-100 листа.
В США альбом дебютировал под номером двадцать три в чарте Billboard 200 с продажами в 15 тысяч копий в первую неделю. Для сравнения, Maya стартовал в чарте с девятой позиции и с продажами более 28 тысяч копий в первую неделю. На вторую неделю альбом опустился до 90-й позиции. Тем не менее, альбом смог достичь первой позиции в Dance/Electronic Albums и стал третьим альбомом певицы, который занимал ту же позицию.
В других странах, где альбом появлялся в чартах, он занимал более низкие позиции по сравнению с альбомом Maya. В странах, где Maya появлялся, таких как Австралия, Финляндия, Швеция, Matangi не появлялся в чартах и вовсе.

## Список композиций
| №   | Название                             | Автор(ы) | Длительность |
| --- | ------------------------------------ | --- | ------------ |
| 1.  | «Karmageddon»                        | Maya Arulpragasam, Sugu Arulpragasam, Martin “Doc” McKinney, Dave Taylor                                                    | 1:34         |
| 2.  | «Matangi»                            | Maya Arulpragasam, Dave Taylor                                                                                              | 5:12         |
| 3.  | «Only 1 U»                           | Maya Arulpragasam, Dave Taylor, Kyle Edwards                                                                                | 3:12         |
| 4.  | «Warriors»                           | Maya Arulpragasam, Chauncey Hollis                                                                                          | 3:41         |
| 5.  | «Come Walk with Me»                  | Maya Arulpragasam, Dave Taylor                                                                                              | 4:43         |
| 6.  | «aTENTion»                           | Maya Arulpragasam, Dave Taylor                                                                                              | 3:40         |
| 7.  | «Exodus» (featuring The Weeknd)      | Maya Arulpragasam, Abel Tesfaye, C. Montagnese, Martin “Doc” McKinney                                                       | 5:08         |
| 8.  | «Bad Girls»                          | Maya Arulpragasam, Nate Hills, Marcella Araica                                                                              | 3:47         |
| 9.  | «Boom Skit»                          | Maya Arulpragasam, Chauncey Hollis                                                                                          | 1:15         |
| 10. | «Double Bubble Trouble»              | Maya Arulpragasam, Martin “Doc” McKinney                                                                                    | 2:59         |
| 11. | «Y.A.L.A.»                           | Maya Arulpragasam | 4:23         |
| 12. | «Bring the Noize» (Extended Version) | Maya Arulpragasam, Benoit Heitz, David Taylor, Jean-Baptiste De Laubier & Hugues Rey                                        | 4:35         |
| 13. | «Lights»                             | Maya Arulpragasam, Rosalee Pfeffer, Sugu Arulpragasam                                                                       | 4:35         |
| 14. | «Know It Ain't Right»                | Maya Arulpragasam, Martin “Doc” McKinney                                                                                    | 3:42         |
| 15. | «Sexodus» (featuring The Weeknd)     | Maya Arulpragasam, Abel Tesfaye, Daniel Schofield, Ahmad Balshe, Jason Quenneville, Richard Hilfiger, Martin “Doc” McKinney | 4:50         |

## Позиции в чартах
| Чарт (2013)                     | Наивысшая позиция |
| ------------------------------- | ----------------- |
| Australian Urban Albums Chart   | 12                |
| Belgian Albums Chart (Flanders) | 47                |
| Belgian Albums Chart (Wallonia) | 62                |
| French Albums Chart             | 96                |
| Greek Albums Chart              | 60                |
| Japanese Albums Chart           | 93                |
| Swiss Albums Chart              | 61                |
| UK Albums Chart                 | 64                |
| UK R&B Albums Chart             | 4                 |
| US Billboard 200                | 23                |
| US Dance/Electronic Albums      | 1                 |
| US Rap Albums                   | 4                 |

## История релиза
| Страна         | Дата           | Формат               | Лейбл                                   |
| -------------- | -------------- | -------------------- | --------------------------------------- |
| Ирландия       | 1 ноября 2013  | CD                   | Virgin EMI Records                      |
| Нидерланды     | 1 ноября 2013  | CD                   | Universal Music                         |
| Австралия      | 4 ноября 2013  | CD, digital download | Universal Music                         |
| Франция        | 4 ноября 2013  | CD, digital download | Universal Music                         |
| Германия       | 4 ноября 2013  | CD, digital download | Universal Music                         |
| Италия         | 4 ноября 2013  | Digital download     | Universal Music                         |
| Нидерланды     | 4 ноября 2013  | Digital download     | Universal Music                         |
| Великобритания | 4 ноября 2013  | CD, digital download | Virgin EMI Records                      |
| Италия         | 5 ноября 2013  | CD                   | Universal Music                         |
| Польша         | 5 ноября 2013  | CD                   | Universal Music                         |
| США            | 5 ноября 2013  | CD, digital download | N.E.E.T. Recordings, Interscope Records |
| Япония         | 6 ноября 2013  | Digital download     | Universal Music                         |
| Япония         | 20 ноября 2013 | CD                   | Universal Music                         |
| Германия       | 25 ноября 2013 | LP                   | Universal Music                         |
| США            | 25 ноября 2013 | LP                   | N.E.E.T. Recordings, Interscope Records |